# إقليم ليما
إقليم ليما هو أحد أقاليم بيرو، يتبع بيرو، عاصمته ليما.

## الموقع
يشترك في الحدود مع:
- مقاطعة كالاو
- Huarochirí province [الإنجليزية]‏
- Canta province [الإنجليزية]‏
- Huaral province [الإنجليزية]‏
- Cañete province [الإنجليزية]‏.

## التقسيمات الإدارية
- Ancón District [الإنجليزية]‏
- Ate District [الإنجليزية]‏
- Barranco District [الإنجليزية]‏
- Breña [الإنجليزية]‏
- Carabayllo District [الإنجليزية]‏
- Chaclacayo [الإنجليزية]‏
- مقاطعة تشوريوس
- Cieneguilla [الإنجليزية]‏
- Comas District, Lima [الإنجليزية]‏
- El Agustino [الإنجليزية]‏
- Independencia District, Lima [الإنجليزية]‏
- Jesús María District, Lima [الإنجليزية]‏
- La Molina District [الإنجليزية]‏
- La Victoria District, Lima [الإنجليزية]‏
- مديرية ليما
- Lince District [الإنجليزية]‏
- Los Olivos District [الإنجليزية]‏
- Lurigancho-Chosica [الإنجليزية]‏
- Lurín District [الإنجليزية]‏
- Magdalena del Mar District [الإنجليزية]‏
- مقاطعة ميرافلوريس، ليما
- Pachacámac District [الإنجليزية]‏
- Pucusana District [الإنجليزية]‏
- Pueblo Libre District, Lima [الإنجليزية]‏
- Puente Piedra District [الإنجليزية]‏
- Punta Hermosa [الإنجليزية]‏
- Punta Negra District [الإنجليزية]‏
- Rímac District [الإنجليزية]‏
- San Bartolo District [الإنجليزية]‏
- San Borja District [الإنجليزية]‏
- San Isidro District, Lima [الإنجليزية]‏
- San Juan de Miraflores [الإنجليزية]‏
- San Juan de Lurigancho [الإنجليزية]‏
- San Luis District, Lima [الإنجليزية]‏
- San Martín de Porres District [الإنجليزية]‏
- San Miguel District, Lima [الإنجليزية]‏
- Santa Anita District [الإنجليزية]‏
- Santa María del Mar District (Peru) [الإنجليزية]‏
- Santa Rosa District, Lima [الإنجليزية]‏
- Santiago de Surco [الإنجليزية]‏
- Surquillo [الإنجليزية]‏
- Villa El Salvador [الإنجليزية]‏
- Villa María del Triunfo [الإنجليزية]‏.